# Сноуборд на зимней Универсиаде 2011
Соревнования по сноубордингу в рамках зимней Универсиады 2011 года прошли с 29 января по 6 февраля. Разыгрывалось 8 комплектов наград(было разыграно 6 комплектов).

## Результаты соревнований
| Старт                                                                                | Женщины                                                                             | Мужчины                                                                            |
| ------------------------------------------------------------------------------------ | ----------------------------------------------------------------------------------- | ---------------------------------------------------------------------------------- |
| Борд-кросс 1. 29-30 января 2011 Женщины: 2. 29-30 января 2011 Мужчины:               | Клара Коукалова Клэр Шапото Мартина Крейцова Финишный протокол (недоступная ссылка) | Константин Шад Омар Визинтин Федерико Раймо Финишный протокол (недоступная ссылка) |
| Параллельный гигантский слалом 1. 1 февраля 2011 Женщины: 2. 1 февраля 2011 Мужчины: | Селина Йорг Аннамари Чундак Глория Котник Финишный протокол (недоступная ссылка)    | Сан Кьюм Ким Себастьян Кислингер Невин Гальмарини Финишный протокол                |
| Хафпайп 1. 4 февраля 2011 Женщины: 2. 4 февраля 2011 Мужчины:                        | Цай Сюэтон Софи Родригес Ли Шуан Финишный протокол (недоступная ссылка)             | Рио Аоно Казуми Фудзита Хо Джун Ким Финишный протокол (недоступная ссылка)         |

## Медальный зачёт в сноубординге
| Место | Страна           |   |   |   | Всего |
| ----- | ---------------- | - | - | - | ----- |
| 1     | Германия         | 2 | 0 | 0 | 2     |
| 2     | Япония           | 1 | 1 | 0 | 2     |
| 3     | Чехия            | 1 | 0 | 1 | 2     |
| 4     | Республика Корея | 1 | 0 | 1 | 2     |
| 5     | Китай            | 1 | 0 | 1 | 2     |
| 6     | Франция          | 0 | 2 | 0 | 2     |
| 7     | Италия           | 0 | 1 | 1 | 2     |
| 8     | Украина          | 0 | 1 | 0 | 1     |
| 9     | Австрия          | 0 | 1 | 0 | 1     |
| 10    | Словения         | 0 | 0 | 1 | 1     |
| 11    | Швейцария        | 0 | 0 | 1 | 1     |